# Legioen (Kozakken)

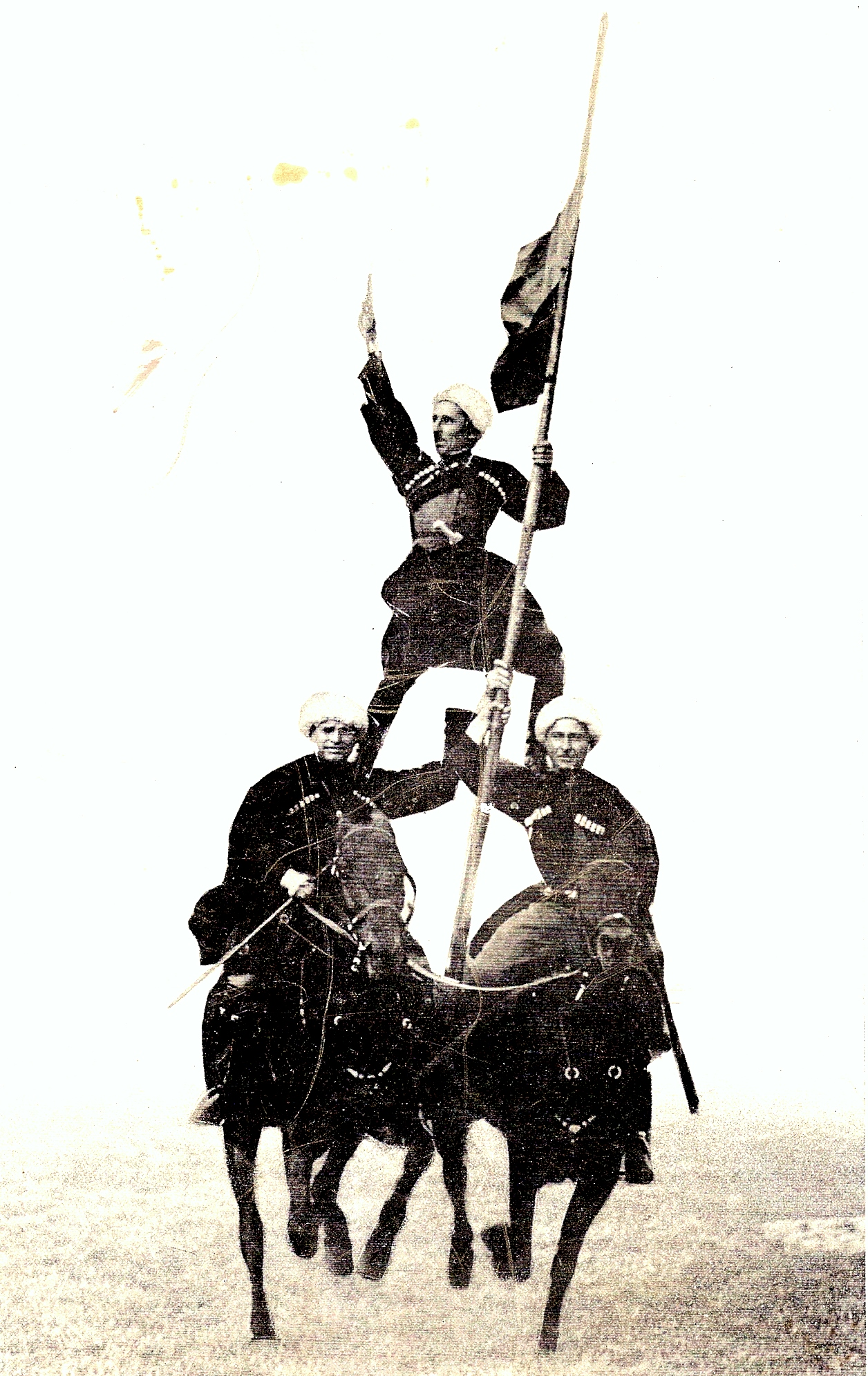
Stuntrijden: kleine piramide

Een legioen (Russisch: войско, vojsko, van het oud-Russisch воя, voja, Oekraïens: viysʹka, Engels: host, Duits: Heer) was vanaf het begin van de 16e eeuw de benaming van een territoriale eenheid van de Kozakken in het Tsaardom Rusland.

## Oorsprong
Vojsko was de historische Russische naam voor strijdkrachten. In het Russische keizerrijk vormden de Kozakken een apart onderdeel van de strijdkrachten als казачье войско, kazatsje vojsko, "Kozakkenlegioen".
Met de oprichting in het begin van de 19e eeuw in Rusland van een regulier leger werd de algenene term "vojsko" vervangen door армия, armija, en later door Вооружённые силы, voorroezjonnye sil, "strijdkrachten". De Kozakken bleven als kazatsje vojsko een speciale militaire klasse.
In het pre-revolutionaire Rusland was de Kozakkenbevolking gevestigd in aparte territoriale eenheden:
- Azov-legioen - Азовское казачье войско, Azovskoje kazatsje vojsko
- Astrachan-legioen - Астраханское казачье войско, Astrachanskoje kazatsje vojsko
- Boeg-legioen - Бугское казачье войско, Boegskoje kazatsje vojsko
- Wolga-legioen - Волжское казачье войско, Volzjskoje kazatsje vojsko
- Donau-legioen - Дунайское войско, Doenajskoje kazatsje vojsko
- Don-legioen - Войско Донское, Vojsko Donskoje
- Zaporozje-legioen - Запорожское войско, Zaporozjskoje vojsko
- Kaukasische linie-legioen - Кавказское линейное войско, Kavkazskoje linejnoje vojsko
- Kalmukkië-legioen - Калмыцкое войско, Kalmytskoje vojsko
- Koeban-legioen - Кубанское казачье войско, Koebanskoje kazatsje vojsko
- Semiretsje-legioen - Семиреченское войско, Semiretsjenskoje vojsko
- Terek-legioen - Терское казачье войско, Terskoje kazatsje vojsko
- Oessoeri-legioen - Уссурийское казачье войско, Oessoeriejskoje kazatsje vojsko
- Oeral-legioen - Уральское казачье войско, Oeralskoje kazatsje vojsko
- Zwarte Zee-legioen - Черноморское казачье войско, Tsjernomorskoje kazatsje vojsko
- Transbajkal-legioen - Забайкальское казачье войско, Zabajkalskoje kazatsje vojsko

## Kozakkenkrijgskunst
Met het verwerven van de nodige militaire ervaring en de ontwikkeling van de kozakkenkrijgskunst, sloegen de kozakken niet alleen aanvallen af, maar voerden hun eigen campagnes op het grondgebied van het Kanaat van de Krim en vielen in hun vloot van lichte vaartuigen zelfs Ottomaanse kuststeden in Anatolië aan.
Kozakkentroepen werden later onderdeel van de strijdkrachten van een aantal staten (het Pools-Litouwse Gemenebest, het Moskouse Rijk, het Ottomaanse Rijk, het Russische Rijk, de Oekraïense Volksrepubliek, de RSFSR). Het 15e SS Kozakken Cavaleriekorps opereerde tijdens de Tweede Wereldoorlog als onderdeel van de Wehrmacht.

## Hedendaags
Ook tegenwoordig wordt de term legioen nog wel gebruikt, hoewel in beperktere betekenis als lokale Kozakken-vereniging, Войсковое казачье общество, Vojskovoje kazatsje obsjtsjestvo:
- Войсковое казачье общество "Всевеликое войско Донское", Vojskovoje kazatsje obsjtsjestvo "Vsevelikoje vojsko Donskoje
- Волжское войсковое казачье общество, Volzjskoje vojskovoje kazatsje obsjtsjestvo
- Енисейское войсковое казачье общество Jenisejskoje vojskovoje kazatsje obsjtsjestvo
- Забайкальское войсковое казачье общество, Zabajkalskoje vojskovoje kazatsje obsjtsjestvo
- Иркутское войсковое казачье общество, Irkoetskoje vojskovoje kazatsje obsjtsjestvo
- Кубанское войсковое казачье общество, Koebanskoje vojskovoje kazatsje obsjtsjestvo
- Оренбургское войсковое казачье общество, Orenboergskoje vojskovoje kazatsje obsjtsjestvo
- Сибирское войсковое казачье общество, Sibirskoje vojskovoje kazatsje obsjtsjestvo
- Терское войсковое казачье общество, Terskoje vojskovoje kazatsje obsjtsjestvo
- Уссурийское войсковое казачье общество, Oessoeriejskoje vojskovoje kazatsje obsjtsjestvo